# Titularbistum Severiana
Das Bistum Severiana (lat. Dioecesis Severianensis) ist ein Titularbistum der römisch-katholischen Kirche. 
Es geht zurück auf einen antiken Bischofssitz in der gleichnamigen Stadt, die sich in der römischen Provinz Byzacena befand.
| Titularbischöfe von Severiana |                                                   |                                                     |                  |                    |
| Nr.                           | Name                                              | Amt                                                 | von              | bis                |
| 1                             | Gabrijel Bukatko                                  | Apostolischer Administrator von Križevci (Kroatien) | 23. Februar 1952 | 22. Juli 1960      |
| 2                             | Ambrogio Marchioni Titularerzbischof pro hac vice | Apostolischer Nuntius                               | 14. Oktober 1961 | 27. Februar 1989   |
| 3                             | Luigi Bressan Titularerzbischof pro hac vice      | Apostolischer Nuntius                               | 3. April 1989    | 25. März 1999      |
| 4                             | Ambroise Ouédraogo                                | Weihbischof in Niamey (Niger)                       | 18. Mai 1999     | 13. März 2001      |
| 5                             | Julito Buhisan Cortes                             | Weihbischof in Cebu (Philippinen)                   | 24. Oktober 2001 | 29. September 2013 |
| 6                             | Carlos Alberto Correa Martínez                    | Apostolischer Vikar von Guapi (Kolumbien)           | 3. Dezember 2013 | 19. März 2024      |
| 7                             | José Otacio Oliveira Guedes                       | Weihbischof in Belo Horizonte (Brasilien)           | 15. Mai 2024     |                    |